# يونيس كونولي
يونيس كونولي (بالإنجليزية: Eunice Connolly)‏ هي عاملة منزلية أمريكية، ولدت في 9 ديسمبر 1831 في نورثفيلد في الولايات المتحدة، وتوفيت في 27 سبتمبر 1877 في Miskito Cays ‏ في نيكاراغوا بسبب غرق.